# Чуев, Богдан Янович
Богда́н Я́нович Чу́ев (укр. Богдан Янович Чуєв; род. 23 февраля 2000 или 23 марта 2000, Запорожье) — украинский футболист, защитник клуба «Минай».

## Клубная карьера
Воспитанник столичного клуба «Динамо». В преддверии старта сезона 2017—2018 годов переведен в команду U-19, в которой в течение полутора лет выступал преимущественно в юношеском чемпионате Украины. Также за полтора сезона в киевском клубе сыграл 2 поединка в молодёжном чемпионате Украины. В конце 2018 года покинул «Динамо» в качестве свободного агента.
27 марта 2019 подписал 2-летний контракт с клубом «Ворскла». После перехода в полтавский клуб выступал преимущественно за молодёжную команду. За первую команду клуба дебютировал 16 июля 2020 в проигранном (1:2) домашнем поединке 31-го тура Премьер-лиги Украины против «Мариуполя». Богдан вышел на поле на 90+3-й минуте, заменив Валерия Дубко.
С 2021 года игрок клуба «Горняк-Спорт».

## Карьера в сборной
16 августа 2016 года получил вызов в юношескую сборную Украины (U-17) на товарищеский турнир «Кубок Сиренко» в Польше. Дебютировал в футболке юношеской сборной Украины (U-17) 26 августа 2016 в победном (1:0) товарищеском матче против сверстников из Эстонии, выйдя на поле в стартовом составе. 1 сентября 2016 вышел на поле в стартовом составе победного (4:3) матча против юношеской сборной Северной Ирландии (U-17). В общей сложности провёл 2 матча на Кубке Сиренко.
17 марта 2018 получил дебютный вызов в юношеской сборной Украины (U-18). Дебютировал в составе сборной Украины U-18 23 марта 2018 в выездном товарищеском матче против сверстников из Австрии (U-18) (0:3). Чуев вышел на поле в стартовом составе и отыграл весь матч.